# Бжанка
Бжанка (пол. Brzanka (dopływ Białej)) — гірський потік в Польщі, у Горлицькому повіті Малопольського воєводства. Ліва притока Білої, (басейн Балтійського моря).

## Опис
Довжина потоку 4,83 км, площа басейну водозбору 6,16 км². Формується безіменними струмками та частково каналізована.

## Розташування
Бере початок на північних схилах безіменної гори (498,9 м) на висоті 465 м над рівнем моря у селі Бжана Гурна. Тече переважно на південний схід через Бжану і у місті Бобова на висоті 268 м над рівнем моря впадає у річку Білу, праву притоку Дунайця.

## Цікавий факт
- Понад гірським потоком пролягають туристичні шляхи, які на мапі значаться кольором: зеленим (Буковець — Бжана — Бобова), синім (Буковець — Брусьник —Ценжковіце).[2]